# Shamim Sarif
Shamim Sarif (* 24. September 1969 in London) ist eine britische Autorin und Regisseurin südasiatischer und südafrikanischer Herkunft.
„Die verborgene Welt“ ist ihr erster Roman. Er wurde mit mehreren Preisen ausgezeichnet, von der Kritik hoch gelobt und unter dem Titel „The World Unseen“ mit Lisa Ray und Sheetal Sheth in den Hauptrollen verfilmt. Sarifs zweiter Roman, „Das Leben, von dem sie träumten“, erschien im Sommer 2010 beim Verlag Krug & Schadenberg und wird momentan verfilmt.
Shamim Sarif heiratete 2015 ihre langjährige Lebensgefährtin die Filmproduzentin Hanan Kattan. Das Paar hat zwei Söhne und lebt in London.

### Deutschsprachige Literatur
- Die verborgene Welt. Verlag Krug & Schadenberg, Berlin 2007, ISBN 978-3-930041-60-2.
- Das Leben, von dem sie träumten. Verlag Krug & Schadenberg, Berlin 2010, ISBN 978-3-930041-69-5.

### Originalsprachige Literatur
- The World Unseen. The Women’s Press Limited,, 2001, ISBN 978-0-7043-4712-0.
- Despite the Falling Snow. Headline Book Publishing,, 2004, ISBN 978-0-7553-0867-5.
- I Can't Think Straight. Enlightenment Production Limited,, 2010, ISBN 978-0-9560316-1-7.

## Filme
| Film                   | Regie        | Darsteller              | Laufzeit    | Sprachen      | Produktion               | Deutsche Veröffentlichung |
| ---------------------- | ------------ | ----------------------- | ----------- | ------------- | ------------------------ | ------------------------- |
| I Can’t Think Straight | Shamim Sarif | Sheetal Sheth, Lisa Ray | ca. 82 min. | Englisch, OmU | Großbritannien 2007/2008 | auf DVD ab 14. Mai 2009   |

Auszeichnungen und Festivalteilnahmen
„Publikumspreis“ Miami Gay & Lesbian Filmfestival
„Publikumspreis“ Melbourne Queer Festival
„Bester Spielfilm“ Gran Canarias Filmfestival
„Bester Spielfilm“ After Ellen Preis
„Publikumspreis“ Pink Apple Filmfestival Zürich & Frauenfeld
„Bester Spielfilm“ Festival del Mar de Mallorca
„Publikumspreis“ Fairy Tales International Queer Diversity Film Festival Calgary
| Film             | Regie        | Darsteller              | Laufzeit    | Sprachen      | Produktion                          | Deutsche Veröffentlichung |
| ---------------- | ------------ | ----------------------- | ----------- | ------------- | ----------------------------------- | ------------------------- |
| The World Unseen | Shamim Sarif | Sheetal Sheth, Lisa Ray | ca. 93 min. | Englisch, OmU | Großbritannien, Südafrika 2007/2008 | auf DVD ab 27. März 2009  |

Auszeichnungen und Festivalteilnahmen
Publikumspreis „Bester Spielfilm“ Miami Filmfestival
Vize-Publikumspreis „Bester Spielfilm“ verzaubert Filmfestival
Publikumspreis „Bester Spielfilm“ Paris Feminist & Lesbian Filmfestival
„Beste Regie“ Phoenix Filmfestival
„Bestes Erstlingswerk“ Rehoboth Beach Independent Filmfestival
„Beste Regie“ & „Publikumspreis“ CLIP Filmfestival Florida
„9facher SAFTA AWARD Gewinner“ Süd-Afrikanischer Film- und Fernsehpreis (inkl. „Beste Regie“)
„Offizielle Auswahl“ Toronto Filmfestival
„Offizielle Auswahl“ BFI London Filmfestival